# 现代投资组合理论
現代投資組合理論（英語：Modern Portfolio Theory，縮寫：MPT）歸納了理性投资者如何利用分散投资来优化他们的投资组合。現代投資組合理論或均值 - 方差分析是用於組合資產組合的數學框架，使得對於給定的風險水平，預期收益最大化。在理论中，资产的報酬是一个随机变量。 既然一个投资组合是资产的加权组合，投资组合的報酬也应该是一个随机变量，投资组合的回报因此有一个期望值和一个變異數。在模型中，风险为投资组合報酬的标准差。 近些年来, MPT的基本假设受到了行为经济学的广泛挑战。

## 风险与回报
现代投资组合理论假定投资者为風險趨避（Risk Averse）的投资者。如果两个资产拥有相同预期回报，投资者会选择其中风险小的那一个。只有在获得更高预期回报的前提下，投资者才会承担更大风险。换句话说，如果一个投资者想要获取更大回报，他就必须接受更大的风险。一个理性投资者会在几个拥有相同预期回报的投资组合中间选择其中风险最小的那一个投资组合。另一种情况是如果几个投资组合拥有相同的投资风险，投资者会选择预期回报最高的那一个。这样的投资组合被称为最佳投资组合（Efficient Portfolio）。

## 均值－方差分析和马科维茨效率前緣
- 一般地说：

- 投资组合预期報酬：

{\displaystyle \operatorname {E} (R_{p})=\sum _{i=1}^{n}w_{i}\operatorname {E} (R_{i})\quad }
R是期望報酬， {\displaystyle w_{i}}是第 i 类投资资产的权重（占总投资的比例）
- 投资组合方差：

{\displaystyle \sigma _{p}^{2}=\sum _{i=1}^{n}\sum _{j=1}^{n}w_{i}w_{j}\sigma _{ij}=\sum _{i=1}^{n}\sum _{j=1}^{n}w_{i}w_{j}\sigma _{i}\sigma _{j}\rho _{ij}}
- 投资组合波动：

{\displaystyle \sigma _{p}={\sqrt {\sigma _{p}^{2}}}}
- 对于包含两个资产的投资组合：

- 投资组合预期報酬：	{\displaystyle \operatorname {E} (R_{p})=w_{A}\operatorname {E} (R_{A})+(1-w_{A})\operatorname {E} (R_{B})=w_{A}\operatorname {E} (R_{A})+w_{B}\operatorname {E} (R_{B})}
- 投资组合方差：	{\displaystyle \sigma _{p}^{2}=w_{A}^{2}\sigma _{A}^{2}+w_{B}^{2}\sigma _{B}^{2}+2w_{A}w_{B}\ cov_{AB}}

- 对于包含三个资产的投资组合，方差为：

{\displaystyle w_{A}^{2}\sigma _{A}^{2}+w_{B}^{2}\sigma _{B}^{2}+w_{C}^{2}\sigma _{C}^{2}+2w_{A}w_{B}\ cov_{AB}+2w_{A}w_{C}\ cov_{AC}+2w_{B}w_{C}\ cov_{BC}}
马科维茨效率前缘（Markowitz Efficient Frontier）是所有最佳投资组合（Efficient Portfolio）的集合。效率前缘曲线上面的每一点都代表一个最佳投资组合，也就是在给定任意一个相同预期報酬的条件下风险最低的投资组合。

## 市场投资组合
马科维茨模型前缘包括了所有的最佳投资组合。夏普比率（Sharpe Ratio）是每一个资產组合提供的额外的報酬（高于无风险收益率的報酬）除以它所带来的风险（以标准差衡量）的比率。夏普比率越高，每一个单位的风险带来的報酬就越高。马科维茨效率前缘曲线上拥有最高夏普比率的最佳投资组合称为市场投资组合（Market Portfolio）。

## 无风险资产
无风险资产（Risk Free Asset）提供无风险報酬。无风险资产通常是短期政府债券。

## 资本市场线
马科维茨有效前緣曲线上的投资组合里并不包含無風險資產。如果将市场投资组合和無風險資產组合在一起，其结果是资本市场线（Capital Market Line 或 CML）。资本市场线上每一点代表的投资组合比有效前緣曲线上的投资组合更加优化。这样，理性投资者将投资一部分资金到无风险资产，其余的资金投在市场投资组合里。
资本市场线（CML）的方程式是：
{\displaystyle CML:E(R_{C})=R_{F}+\sigma _{C}{\frac {E(R_{M})-R_{F}}{\sigma _{M}}}}
- 投资组合C是市场投资组合M和无风险资产的组合
- {\displaystyle R_{F}} 是无风险報酬
- {\displaystyle E(R_{M})} 是市场投资组合的期望報酬
- {\displaystyle \sigma _{C}} 是投资组合C的投资风险
- {\displaystyle \sigma _{M}} 是市场投资组合的投资风险

## 资本资产定价模型
资本资产定价模型（Capital Asset Pricing Model）可以表示为： 
{\displaystyle \operatorname {E} (R_{p})=R_{f}+\beta _{p}(\operatorname {E} (R_{m})-R_{f})}
- {\displaystyle \beta }，Beta，是投资组合p 的系统风险，衡量对市场走向的敏感度。
- {\displaystyle (\operatorname {E} (R_{m})-R_{f})} 是市场溢价（Market Premium）。

## 证券市场线
Beta与期望回报之间的关系可以用证券市场线（Securities Market Line 或 SML）来表示。
证券市场线（SML）的方程是：
{\displaystyle SML:E(R_{i})-R_{F}=\beta _{i}(E(R_{M})-R_{F}){\frac {}{}}}
- 证券市场线的斜率是 {\displaystyle (\operatorname {E} (R_{M})-R_{F})}。